# Anna Maria Anguissola
Anna Maria Anguissola, auch Anna Maria Angosciola, Angussola, Anna Maria oder Anna-Maria Anguissola (* um 1555/1556 wahrscheinlich in Cremona; † um 1611 wahrscheinlich ebenda) war eine italienische Malerin.

## Leben und Werk

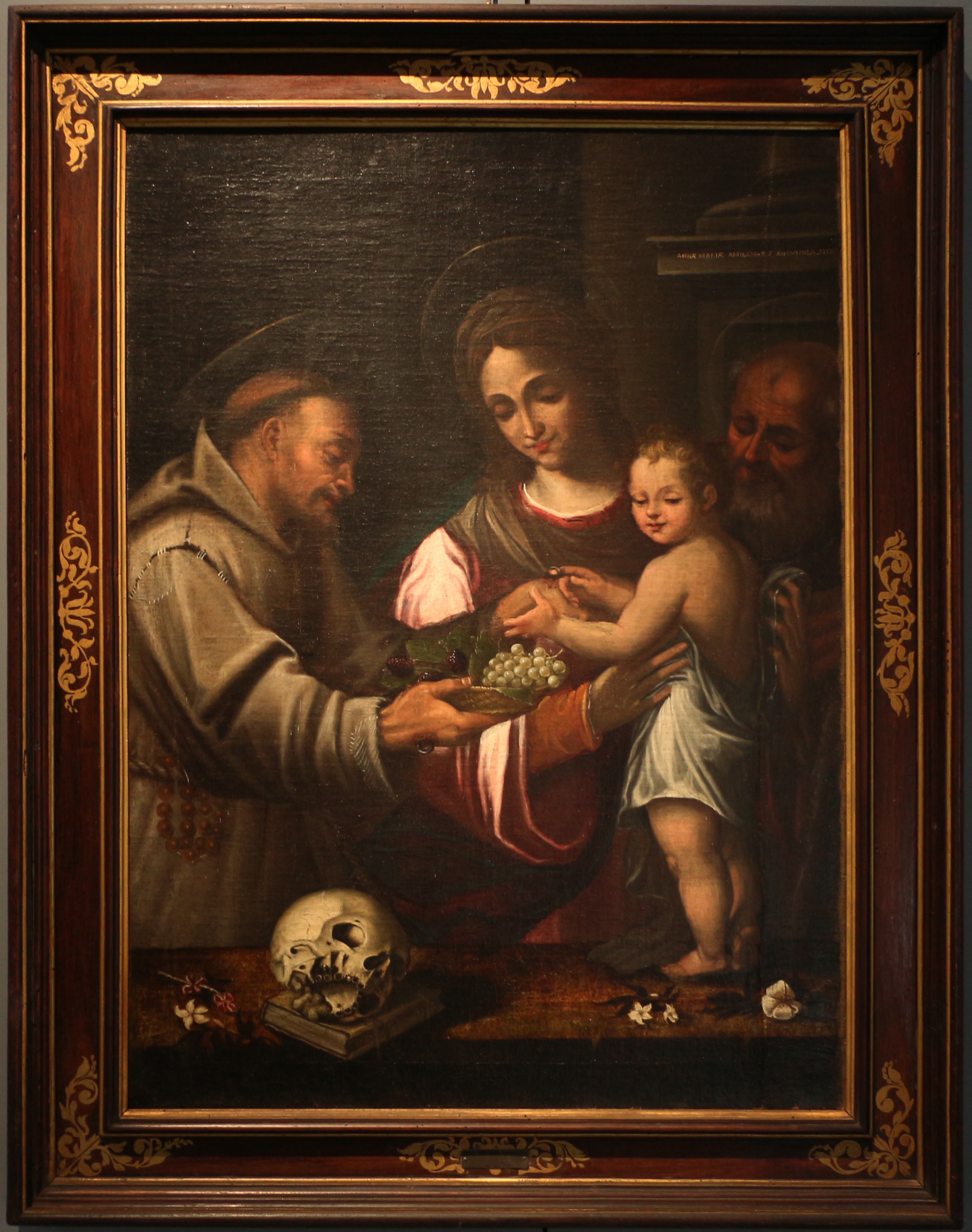
Anna Maria Anguissola: Die heilige Familie mit St. Franziskus

Anna Maria Anguissola war eine Tochter des Patriziers und vielleicht als Zeichnerdilettant tätigen Amilcare Anguissola und seiner Ehefrau Bianca Ponzona sowie die jüngste Schwester der ebenfalls als Malerinnen tätigen Elena, Europa, Lucia, Minerva und Sofonisba Anguissola. Über ihr Leben ist nur wenig bekannt. Als Vasari 1566 die Familie besuchte, war sie noch ein Kind. Vor 1578 heiratete sie den ebenfalls aus Cremona stammenden Adligen Jacopo Sommi.
Der Überlieferung zufolge war sie vor allem für ihre Porträts bekannt. Darüber hinaus hat sie aber auch religiöse Bilder gemalt. Stilistisch stand sie unter dem Einfluss ihrer Schwester Sofonisba Anguissola, von der sie vielleicht auch ausgebildet wurde. Ein Großteil ihrer Werke scheint verloren oder noch nicht erkannt zu sein. Mit Sicherheit lassen sich ihr derzeit nur zwei Arbeiten zuweisen. Eine Heilige Familie mit dem heiligen Franziskus, signiert mit den Worten Annae Mariae Amilcharis Angussolae Filiae, befindet sich heute in der Pinacoteca del Museo Civico in Cremona. Es ist umstritten, ob es sich dabei um eine authentische oder nachträglich aufgebrachte Signatur handelt. Eine Maria mit dem Kinde und dem Johannesknaben, signiert Anna Maria Virgo Amilcaris Anguisoli et Sophonis soror suae aetatis annorum quindicirn fecit, befand sich ehemals in einer Privatsammlung in Cremona, und ist eine um den Johannesknaben ergänzte freie Kopie von Correggios nur fragmentarisch erhaltener Madonna della scala, die sich heute in der Galleria nazionale di Parma in Parma (Inv.-Nr.: 31) befindet.